# الكائنات الحية على علو شاهق

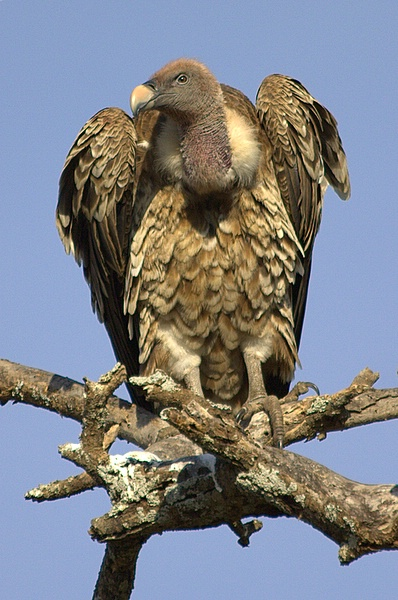
النسر الأبقع هو مثال واضح للكائنات المتكيفة مع ظروف الارتفاعات الشاهقة؛ حيث يمكن لهذا الطائر التحليق على علو يصل إلى 11.2 كم (7 ميل) فوق مستوى سطح البحر.

هناك العديد من الكائنات الحية التي يمكنها العيش على الإرتفاعات شاهقة، سواء كان ذلك على سطح الأرض، في الماء، أو في محلقة في السماء.
إذ وبالرغم من قساوة الظروف (انخفاض مستوى الأكسجين ودرجات الحرارة) التي تجعل من الحياة في منتهى الصعوبة، إلا أن العديد من الأنواع الحية تمكنت من التكيف بنجاح مع مختلف الظروف، بفضل تغييرات فيزيولوجية إكتسبتها نتيجة لسنوات من التطور. على عكس التأقلم الإستثنائي القصير لبعض الكائنات (الاستجابة الوظيفية الفورية للتغير البيئي)، تتميز هذه الكائنات بمستوى تكيف نهائي لا رجعة فيه، يمكنها من التعامل بكفاءة مع جميع التطورات الناتجة عن الارتفاع، يمكنها في وقت لاحق نقل صفاته للأجيال اللاحقة.
من بين هذه الكائنات، يوجد فقط عددا قليلا من الثدييات (حيوانات القطاس، الوعول، ظباء التبت، الفكونة، اللاما، الماعز الجبلية، وغيرها...) وبعض الطيور التي يمكنها التكيف بكفاءة مع ظروف البيئات الموجودة على علو شاهق.

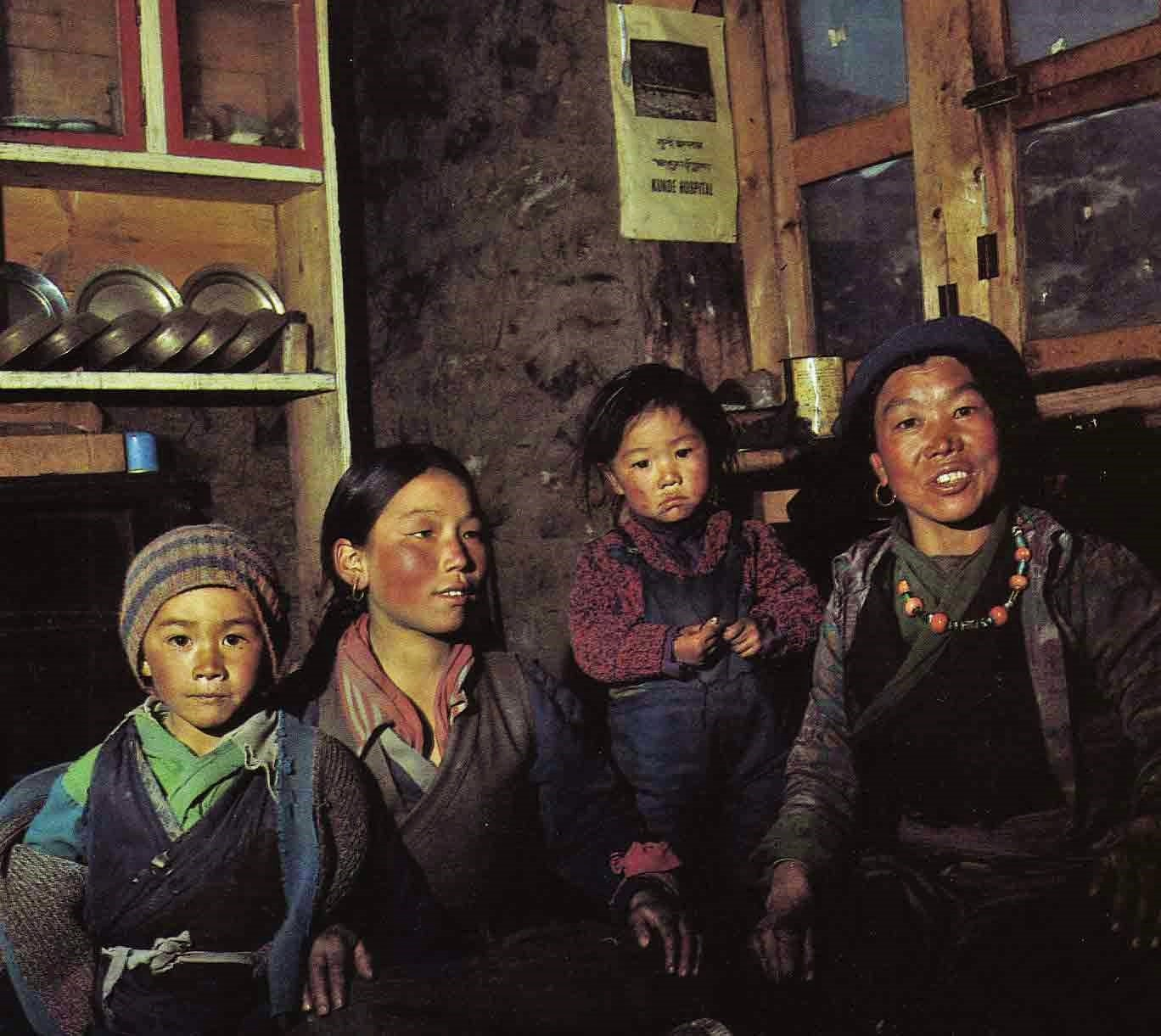
أفراد عائلة من مجموعة الشيربا؛ التي تستوطن هضبة التبت.

فيما يخص البشر فإنه من المعروف جدا تكيف بعض المجموعات السكانية مع ظروف الارتفاعات، بصفة خاصة التبتيين والأمريكيين الجنوبيين وكذا الإثيوبيين، الذين يستوطنون مناطق شاهقة الارتفاع على جبال الهيمالايا وجبال الأنديز ومرتفعات إثيوبيا على التوالي. تكييف الإنسان على هذه المرتفعات هو مثال واضح لعملية الانتقاء الطبيعي. في نفس الوقت هو واحد من بين أهم أمثلة التطور الموازي، على اعتبار أن هذه التطورات تمت في وقت واحد في ثلاث قارات مختلفة. في نفس السياق، أظهرت إحدى دراسات الجينوم أن البشر التبتيين يشتركون مع الكلاب المحلية التبتية في طفرة جينية على مستوى EPAS1، لكن هذه الطفرة لم تظهر عند ساكنة جبال الأنديز.

## اللافقاريات
بطيء الخطو الذي هو عبارة عن حيوان مجهري، يستطيع العيش في جميع مناطق العالم، بما فيها جبال الهيمالايا الشاهقة الارتفاع. حيث أنه يستطيع العيش في ظل درجات حرارة تقترب من الصفر المطلق، تبلغ حوالي ناقص 273 درجة تحت الصفر، كما يتميز كذلك بقدرته الهائلة على تحمل درجات الحرارة العالية التي تصل إلى 151 درجة مئوية، بالإضافة إلى ما يقرب من عقد من الزمان بدون ماء. ميزة أخرى مثيرة للإعجاب يتميز بها هذا الحيون وتجعل منه أكثر تفردا، تتمثل في قدرته على العيش في الفضاء. حيث أنه بقي على قيد الحياة طيلة مدة الدراسة التي أجريت عليه في سنة 2007 خارج مدار الأرض، عندما تم إرساله على متن مركبة «فوتون إم-3» إلى الفضاء.
نوع آخر من اللافقريات له خصائص تكيفية مع ظروف الموائل المرتفعة يتمثل في مايسمى يوفريس أومنيسوبيرستيس، هذا الأخير الذي ينتمي إلى طائفة العناكب يستطيع العيش في جبال الهيمالايا على ارتفاع يصل إلى 6700 متر (22000 قدم).
قافزات الذيل وتسمى كذلك ببراغيث الثلج، هي نوع آخر يعيش على ارتفاعات شاهقة في جبال الهيمالايا، حيث تكون في نشطة في عز الشتاء، ويرجع ذلك إلى احتواء دمائها على مركب مماثل لمضاد التجمد، يمنع تشكيل بلورات الجليد في أجسادها.
يمكن لبعض الحشرات الطيران على علو شاهق جدا. في سنة 2008، تم اكتشاف مستعمرة من النحل الطنان على جبل إفرست، على علو تجاوز 5600 متر (18400 قدم) فوق مستوى سطح البحر، وهو أعلى ارتفاع معروف لحشرة. فيما بعد أجريت سلسلة من التجارب على النحل، قام خلالها علماء بالتقاط ستة حشرات من النحل البري من على ارتفاع 3250 متر فوق سطح البحر في وايومنغ وقاموا بوضعها في غرفة الطيران، وبعد الملاحظة إتضح بأن جميعها لا يزال قادرا على الطيران حيث تعدت ارتفاع ال 7500 متر، حتى أن بعضها وصل لأرتفاع 9000 متر (30000 قدم).

## الثديات

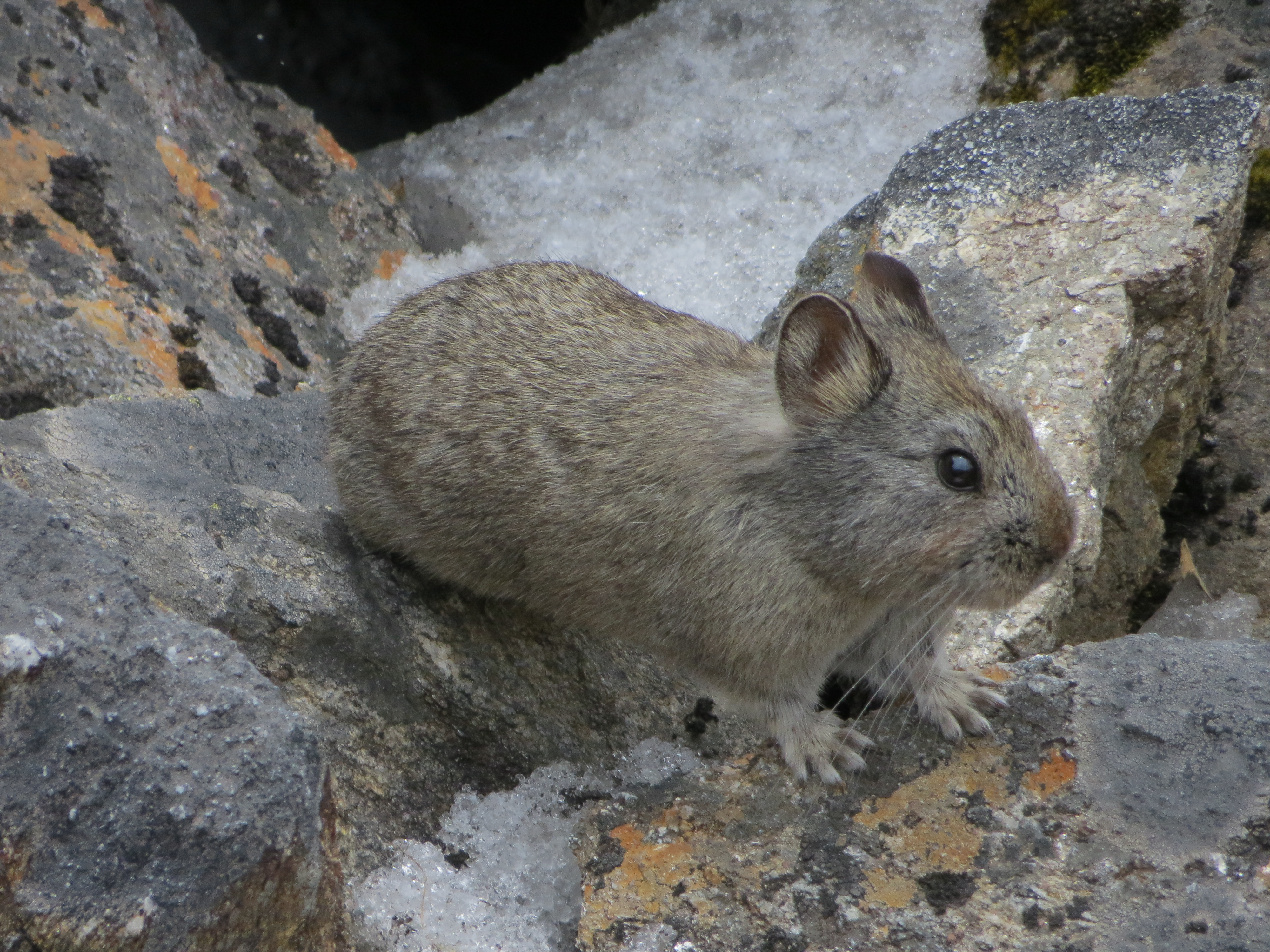
بيكا الهيمالايا، واحدة من بين ثدييات أخرى تكيفت مع مرور الزمن لتصبح قادرة على العيش في ظل ارتفاعات تصل إلى 4200 متر (13800 قدم) على جبال الهيمالايا.

هناك العديد من الثدييات التي تستطيع العيش على علو مرتفع، نتيجة لسنوات من التطور (على مستوى المظهر، وظائف الأعضاء والسلوك)، إذ ومع مرور الزمن تصبح هذه الكائنات أكثر تكيفا مع الظروف القاسية التي ترتبط بالمرتفعات (نقص الأكسجين، نقص الغذاء، ودرجات الحرارة المتدنية). من بين تلك الأماكن الشاهقة الارتفاع، نجد مثلا هضبة التبت التي يفوق ارتفاعها 4000 متر فوق سطح البحر، هذه الهضبة بالذات تزخر بعدد لا بأس به من الثدييات المتكيفة مع ظروف الارتفاع، لعل أبرزها: فرأ التبت، الذئب الرمادي، الظباء التبتية، القطاس الأليف، جاموس الماء، الدب البني، الوعول، ثعلب التبت ونمر الثلوج.
يمكن تصنيف هذه الثدييات وفقا لقدرتها على التكيف مع الإتفاعات الشاهقة، ضمن مجموعتين رئيسيتين، هما: اليوريبارك والستينوبارك. حيث أن الثديات التي تستطيع البقاء على قيد الحياة على نطاق واسع من المناطق على ارتفاعات عالية تسمى «يوريبار» وتشمل الوعول، الياك، ظبي التبت من جبال الهيمالايا والفكونة من جبال الأنديز. في ما يخص «ستينوبارك» فيقصد بها مجموعة الثدييات التي لها الذين قدرة أقل على تحمل اختلافات الارتفاع، مثل الأرانب، الماعز الجبلية، الأغنام والقطط.
من بين الحيوانات المستأنسة، نجد أن حيوان القطاس هو أكثرها تكيفا مع المرتفعات.لذلك نجده في أعلى قائمة الحيوانات المستأنسة التي تتم تربيتها من طرف ساكنة هضبة التبت.

## النباتات
هناك العديد من الأنواع النباتية المختلفة التي يمكنها العيش في البيئات ذات العلو الشاهق، من بينها نجد النبات المعمر، نبات السعدية، النباتاتالحزازية والأشنيات.
لكي تنمو النباتات فهي تحتاج أولا للتكيف مع ظروف البيئة القاسية للمرتفعات، بما فيها درجات الحرارة المنخفضة، الجفاف، قلة الأوكسجين، الأشعة فوق البنفسجية وموسم النمو القصير جدا. الأشجار بصفة عامة لا يمكنها النمو في ظل هذه البيئة الشاهقة الارتفاع بسبب الطقس البارد جدا وأيضا بسبب انعدام الرطوبة.
أكثر أنواع النباتات تكيفا مع المرتفعات نجد النباتات الحزازية التي يمكنها النمو على ارتفاع يصل إلى 6480 متر (21260 قدم) على جبل ايفرست. فيما يخص النباتات المزهرة فإن نباتات «أريناريا بريوفيلا» أكثرها تكيفا مع الارتفاعات حيث يمكنها النمو على علو يصل إلى 6180 متر (20280 قدم) فوق سطح البحر.

## روابط خارجية
- التكيف مع الارتفاعات الشاهقة